# Tropidonophis
Tropidonophis är ett släkte av ormar. Tropidonophis ingår i familjen snokar.
Arterna är med en längd upp till 1,2 meter medelstora ormar. De förekommer från Borneo till Nya Guinea. Tropidonophis mairii hittas även i norra Australien. Individerna vistas ofta i vattnet och de lever vid träskmarker, dammar, diken och pölar. Ormarnas byten är groddjur, fiskar och troligen andra kräldjur. Honor lägger ägg.
Arter enligt Catalogue of Life och The Reptile Database:
- Tropidonophis aenigmaticus
- Tropidonophis dahlii
- Tropidonophis dendrophiops
- Tropidonophis dolasii
- Tropidonophis doriae
- Tropidonophis elongatus
- Tropidonophis halmahericus
- Tropidonophis hypomelas
- Tropidonophis mairii
- Tropidonophis mcdowelli
- Tropidonophis montanus
- Tropidonophis multiscutellatus
- Tropidonophis negrosensis
- Tropidonophis novaeguineae
- Tropidonophis parkeri
- Tropidonophis picturatus
- Tropidonophis punctiventris
- Tropidonophis statistictus
- Tropidonophis truncatus